# 球磨村立球磨清流学園
球磨村立球磨清流学園（くまそんりつ くませいりゅうがくえん）は、熊本県球磨郡球磨村一勝地丙にある公立の義務教育学校。
2024年（令和6年）に球磨村内の小学校2校（渡・一勝地）および中学校1校（球磨）を統合の上、義務教育学校となった。
なお、施設分離型となっており、1～4年生は北校舎（旧・一勝地小学校）、5～9年生は南校舎（旧・球磨中学校）を使用している。ただし、北校舎と南校舎はそれほど離れていない。

## 概要
歴史
2024年（令和6年）4月に下記の小学校および中学校が統合の上、義務教育学校として開校。
- 小学校（2校）- 球磨村立渡小学校・球磨村立一勝地小学校
- 中学校（1校）- 球磨村立球磨中学校

課程
- 前期課程（1～6年生）
- 後期課程（7～9年生）

校地・校舎
施設分離型となっている。
- 北校舎（旧・一勝地小学校）- 前期課程（1～4年生、ステージⅠ）

所在地 - 〒869-6403　熊本県球磨郡球磨村一勝地丙22番地1
（北緯32度14分55.2秒 東経130度38分49.4秒 / 北緯32.248667度 東経130.647056度）
- 南校舎（旧・球磨中学校）- 前期課程（5・6年生、ステージⅡ）・後期課程（7～9年生、ステージⅢ）

所在地 - 〒869-6403　熊本県球磨郡球磨村一勝地丙123番地
（北緯32度14分50.0秒 東経130度38分48.5秒 / 北緯32.247222度 東経130.646806度）
校訓
「自立・創造・敬愛」
校章
球磨川の流れ・山桜の花弁・羽ばたくカワセミを組み合わせたものを背景にして、中央に校名の「球磨」の文字（縦書き）を配している。
学園歌
作詞は山口白陽、作曲は出田憲二、編曲は出田敬三による。歌詞は3番まであり、各番の歌詞中に校名の「球磨清流」が登場する。これはもともと球磨村立球磨中学校の校歌であった。義務教育学校の創立に伴い、歌詞中の「球磨中」が「球磨清流」に変更された。

## 沿革
- 2024年（令和6年）4月1日 - 義務教育学校「球磨村立球磨清流学園」（現校名）が開校。

## 交通アクセス
最寄りの鉄道駅
- JR九州 肥薩線「一勝地駅」

最寄りのバス停留所
- 九州産交バス「一勝地駅」停留所

最寄りの幹線道路
- 熊本県道15号人吉水俣線
- 熊本県道304号一勝地神瀬線

## 周辺
- 人吉下球磨消防組合消防本部 中央消防署 西分署
- 人吉警察署一勝地警察官駐在所
- 一勝地郵便局
- こがね保育園
- 一勝寺
- 意足院
- 一勝地阿蘇神社
- 球磨川
- 芋川
- 庄本川